# Eddy Stibbe
Eduard Peter Nicolaas « Eddy » Stibbe (né le 1er novembre 1948 à Bois-le-Duc) est un cavalier néerlandais de concours complet.

## Carrière
Stibbe naît dans une famille de cavaliers. Sa mère Ans est une cavalière internationale, son père Daddy est un cavalier de saut d'obstacles et président de la Nederlandse RuiterSportVereniging (NRSV). À 3 ans, Stibbe monte un poney pour la première fois, puis montre peu d'intérêt pour les sports équestres, préférant jouer au football et au hockey sur gazon. Il devient champion junior de ski nautique dans la province du Brabant-Septentrional. Finalement, il choisit l'équitation.
En 1964 et 1965, Stibbe est champion junior néerlandais de saut d'obstacles. En 1971, il passe à une autre branche du sport équestre, le concours complet, et cette année-là participe également à sa première compétition dans cette catégorie. De 1965 environ jusqu'aux dernières années du XXe siècle, Stibbe participe de manière continue à toutes les compétitions à Boekelo plus de trente fois, qu'il n'a jamais remportées, sa meilleure performance est une deuxième place.
Ses meilleures performances ont lieu au championnat d'Europe de concours complet d'équitation. En 1989, il remporte la médaille d'argent avec l'équipe néerlandaise à Burghley. Il réalise son meilleur classement du concours individuel en 1993 à Achelschwang, où il remporte la médaille de bronze avec son cheval Bahlua.
Il participe pour les Pays-Bas aux Jeux olympiques d'été de 1972 à Munich, où il est disqualifié dans l'épreuve individuelle et dans l'épreuve par équipe, puis aux Jeux olympiques d'été de 1992 à Barcelone, où également il ne classe pas ni dans l'épreuve individuelle ni dans l'épreuve par équipe.
En avril 1994, il se casse la jambe à cinq endroits lors d'un concours à Dynes Hall, en Angleterre. Six mois plus tard, il chevauche à nouveau à Boekelo. Il participe deux fois, en 1991 et 1998, au Concours complet de Badminton.
Des divergences d'opinion avec la Fédération néerlandaise d'équitation conduisent à plusieurs reprises Stibbe à participer à de nombreuses compétitions pour d'autres pays. Par exemple, en 1974, il monte pendant un an pour l'Irlande, après que l'association néerlandaise lui refuse de représenter les Pays-Bas à Punchetown en Irlande. Lorsqu'il n'est pas sélectionné par la fédération néerlandaise pour le championnat du monde de concours complet en 1998, il s'installe aux Antilles néerlandaises et peut participer à la Coupe du monde et à nouveau aux Jeux Olympiques.
Aux Jeux olympiques de 2000 à Sydney, Stibbe atteint la 13e place dans la compétition individuelle. Aux Jeux Olympiques de 2004 à Athènes, après le dressage, il est 38e, mais tombe 58e dans le cross-country puis, à la fin du saut d'obstacles, Stibbe est simplement 53e.

## Vie privée
Stibbe vit à Waresly (Cambridgeshire) en Angleterre depuis 1994 et est marié à la cavalière britannique Mandy Jeakins qu'il rencontre en 1987 et épouse en 1989. Jusqu'en avril 2004, il a été membre du Comité Équestre International de la FEI pour plusieurs disciplines pendant quatre ans. En 2000, il reçoit la médaille de l'ordre olympique.